# Крихітка Єнот
«Крихітка Єнот» — радянський мультиплікаційний фільм 1974 року, знятий за казкою Ліліан Муур «Крихітка Єнот і той, хто сидить у ставку» (англ. Little Raccoon and the thing in the pool). Режисерський дебют Олега Чуркіна.

## Сюжет
У Крихітки Єнот — день народження. Мама дає йому завдання: «одному, в темряві, сходити на ставок і нарвати солодкої осоки до вечері». Крихітка з ентузіазмом кидається по стежці, зазначеної мамою, але, чим далі він віддаляється від будинку, тим страшніше йому стає. Нарешті, він буквально натикається на мавпочку, і та залякує його розповіддю про «Той-Хто-Сидить-У-Ставку», але Крихітка самовпевнено крокує далі.
Дійшовши до ставка, переляканий Крихітка намагається поговорити з «Тим-Хто…» але у відповідь йому — тиша. Нагнувшись над гладдю води, він бачить «Його», приймає страхітливу позу і, злякавшись свого відображення, в паніці тікає назад. На півдорозі він знову зустрічається з Мавпочкою, і з'ясовується, що Крихітка Єнот бачив у ставку «поганого єнота», а Мавпочка — «злу мавпу». Приятелі роблять висновок, що «вони», значить, сидять в ставку удвох. Мавпа радить Єноту взяти палицю, щоб залякати «Того-Хто…». У підсумку, природно, Крихітка лякається ще сильніше і біжить на цей раз до самого будинку.
Виклавши свої страхи і враження мамі, Крихітка отримує від неї пораду: посміхнутися «Тому-Хто…». Переборюючи недовіру, Єнот так і чинить. Відображення Крихітки Єнота посміхається йому у відповідь. Само собою, тепер він не лякається, а спокійно нариває осоки і йде додому. По дорозі він знову зустрічає мавпочку і розповідає їй секрет, як подружитися з «Тим-Хто…»; і та негайно тікає до ставка.
Ніч перетворюється на день, приятелі йдуть разом, весело наспівуючи пісеньку.

## Пісенька Єнота
|  | Від усмішки хмарний день ясніш, Від усмішки засія веселка в небі... Поділись усмішкою щедріш, І вона не раз повернеться до тебе. |

## Творці
- Автори сценарію — Маргарита Долотцева
- Режисери — Олег Чуркін
- Художники-постановники — В'ячеслав Назарук
- Оператори — Олександр Пекар
- Композитори — Володимир Шаїнський
- Автори тексту пісні — Михайло Пляцковський
- Звукооператори — Віталій Азадовський
- Художники-мультиплікатори:
  - Фаїна Єпифанова
  - Борис Чані
  - Олена Вершиніна
  - Антоніна Альошина
  - Галина Черникова
  - Олександр Січкар
  - Любов Рибчевська
  - Ірина Бєлова
  - Мстислав Купрач
  - Володимир Спорихін
  - Вадім Меджібовський
  - Олександр Єлізаров
  - Володимир Спорихін
  - Валерій Токмаков
- Ролі озвучували:
  - Клара Рум'янова — Єнот
  - Марія Виноградова — Мавпа
  - Капітоліна Кузьміна — Мама Єнота (немає в титрах)
- Монтажери — Маріна Трусова
- Редактори — Валерія Коновалова
- Директори картини — Володимир Попов

## Відеовидання
Мультфільм багаторазово видавався на DVD у збірниках мультфільмів, часто — в однойменних.
- «Крихітка Єнот» Збірник мультфільмів № 14 (Престиж Студіо-М) Артикул: 071615
- «У зоопарку — ремонт» Збірник мультфільмів (крупний план) Артикул: 4600448021603
- «Крихітка Єнот» Збірник мультфільмів (Твік-Лірек)
- «Для самих маленьких» Збірник мультфільмів ТО «Екран»
- «Улюблені пісеньки» Збірник мультфільмів ТО «Екран»
- «В гостях у казки» Випуск 3. Збірник мультфільмів (крупний план)

## Примітка
1. ↑  Слова, текст, акорди "Усмішка" - Гурт "Морські Піщинки" - Українські пісні